# ハンゲの海戦
ハンゲの海戦（ロシア語: Гангутское сражение、スウェーデン語: Slaget vid Hangö）は、1714年8月7日（ユリウス暦7月27日）にバルト海のハンゲ半島（ハンコ半島）沖でスウェーデン海軍とロシア・ツァーリ国海軍との間で行われた海上決戦。この海戦はロシア海軍の最初の勝利で終わることとなり、ロシアがバルト海で勢力を誇るようになる原因となった。

## 概要
ロシア海軍は二つの島の間に防衛線を張り、スウェーデンの艦隊を攻撃した。スウェーデン海軍のガレー船は一隻が転覆し、士官も多くが負傷した。司令官以下艦隊は降伏し、海戦は幕を閉じた。
この海戦の敗北により、スウェーデンはバルト海での活動を大きく制限され、フィンランドの支配が困難になった。そのため、大北方戦争終結の一因となったのである。この海戦は、ポルタヴァの戦いと並ぶ、大北方戦争における一大決戦であった。
ハンゲ  (Hangö) は、フィンランド湾北岸のフィンランドの都市の名で、現在ではフィン語でハンコと呼ぶ。ハンゲ半島 (Hangö udd ハンゲ・ウト) はロシアでは訛ってガングート (Гангут) と呼ばれ、長らくロシア海軍ではこの海戦の勝利を祝い、軍艦に「ガングート」の名をつける伝統があった。また、勝利の日が聖パンテレイモンの聖名日であったことから、「パンテレイモン」の名も軍艦の名前に多用されることになった。